# Barnesite
La barnesite è un minerale.